# John Myung
John Ro Myung (Chicago, Illinois, SAD, 24. siječnja 1967.), američki je bas gitarist i jedan od osnivača progresivnog metal sastava Dream Theater. Također je i bas-gitarist sastava The Jelly Jam, a kao gost svirao je i za Explorers Club i Gordian Knot.

## Životopis
Myung je rođen u Chicagu od roditelja korejskog porijekla, ali je odrastao na Long Islandu u New Yorku. Glazbom se počinje baviti od 5. godine kada počinje svirati violinu. Bas gitaru počinje svirati tek s 15 godina. Nakon što je maturirao, zajedno sa svojim prijateljem Johnom Petrucciem upisuje se na Berklee College of Music, prestižno američko glazbeno sveučilište, gdje će kasnije upoznati budućeg bubnjara Dream Theatera Mikea Portnoya. Nakon što su 1985. osnovali sastav pod imenom Majesty zajedno s klavijaturistom Kevinom Mooreom i pjevačem Chrisom Collinsom napuštaju sveučilište kako bi nastavili svoju glazbenu karijeru. Kasnije mijenjaju ime sastava u Dream Theater. 
Kao uzore i glazbenike koji su utjecali na njegov stil sviranja John Myung ističe četvoricu proslavljenih bas-gitarista: Chris Squire (Yes), Steve Harris (Iron Maiden), Geddy Lee (Rush) i Cliff Burton (Metallica).
Trenutno, Myung je oženjen za Lisu Martens Pace, bas-gitaristicu ženskog heavy metal sastava Meanstreak. Još dvije članice sastava, Rena Sands i Marlene Apuzzo, udate su za članove Dream Theatera: Johna Petruccia i Mikea Portnoya. Myung je također deklarirani katolik.
John Myung je poznat po svojoj samozatajnosti i povučenosti, često spominjan kao misteriozni član Dream Theatera, uvijek šutljiv pred kamerama i vrlo rijetko privlači pažnju na sebe. Mnogi se često šale kako ga nikad nisu vidjeli kako priča, iako ga se itekako može čuti na njegovim instrukcijskim videima i DVD komentarima.
Derek Sherinian (klavijaturist Dream Theatera od 1994. do 1999. godine) na svojoj je web stranici spomenuo kako je John Myung jedini glazbenik kojeg on zna da radi vježbe istezanja i opuštanja nakon koncerta.
Poznato je i to da je Myung naprosto odustao od pisanja tekstova za skladbe Dream Theatera iz razloga što bi njegovi tekstovi većinom bili dorađivani od strane drugih članova sastava. Njegov posljednji tekst napisan je za pjesmu "Fatal Tragedy" s albuma Metropolis Pt. 2: Scenes from a Memory iz 1999. godine.

## Diskografija

#### Platypus
- When Pus Comes to Shove (1999.)
- Ice Cycles (2000.)

#### Gordian Knot
- Gordian Knot (2000.)

#### The Jelly Jam
- The Jelly Jam (2002.)
- The Jelly Jam 2 (2004.)

#### Explorers Club
- Raising the Mammoth (2002.)

#### Video uradci
- John Myung – Progressive Bass Concepts (1996.)

#### Napomene
1. ↑  Are the band members religious? (engleski). Dream Theater Norway - systematic faq. Inačica izvorne stranice arhivirana 18. travnja 2008. Pristupljeno 3. listopada 2009.
2. ↑  Does John M speak? (engleski). Dream Theater Norway - systematic faq. Inačica izvorne stranice arhivirana 26. rujna 2009. Pristupljeno 3. listopada 2009.
3. ↑  Derek Sherinian ob bassists. Derek Sherinian (engleski). Inačica izvorne stranice arhivirana 21. lipnja 2006. Pristupljeno 3. listopada 2009.

## Vanjske poveznice
- Dream Theater - službene stranice (engl.)